# 西勝間田站
西勝間田站（日语：／ Nishi-Katsumada eki */?）是位於岡山縣勝田郡勝央町黑坂，西日本旅客鐵道（JR西日本）的姬新線車站。

## 歷史
- 1963年（昭和38年）10月1日 - 國鐵姬新線勝間田至美作大崎之間開設此站。
- 1987年（昭和62年）4月1日 - 伴隨國鐵分割民營化，車站由西日本旅客鐵道（JR西日本）營運。

## 車站構造

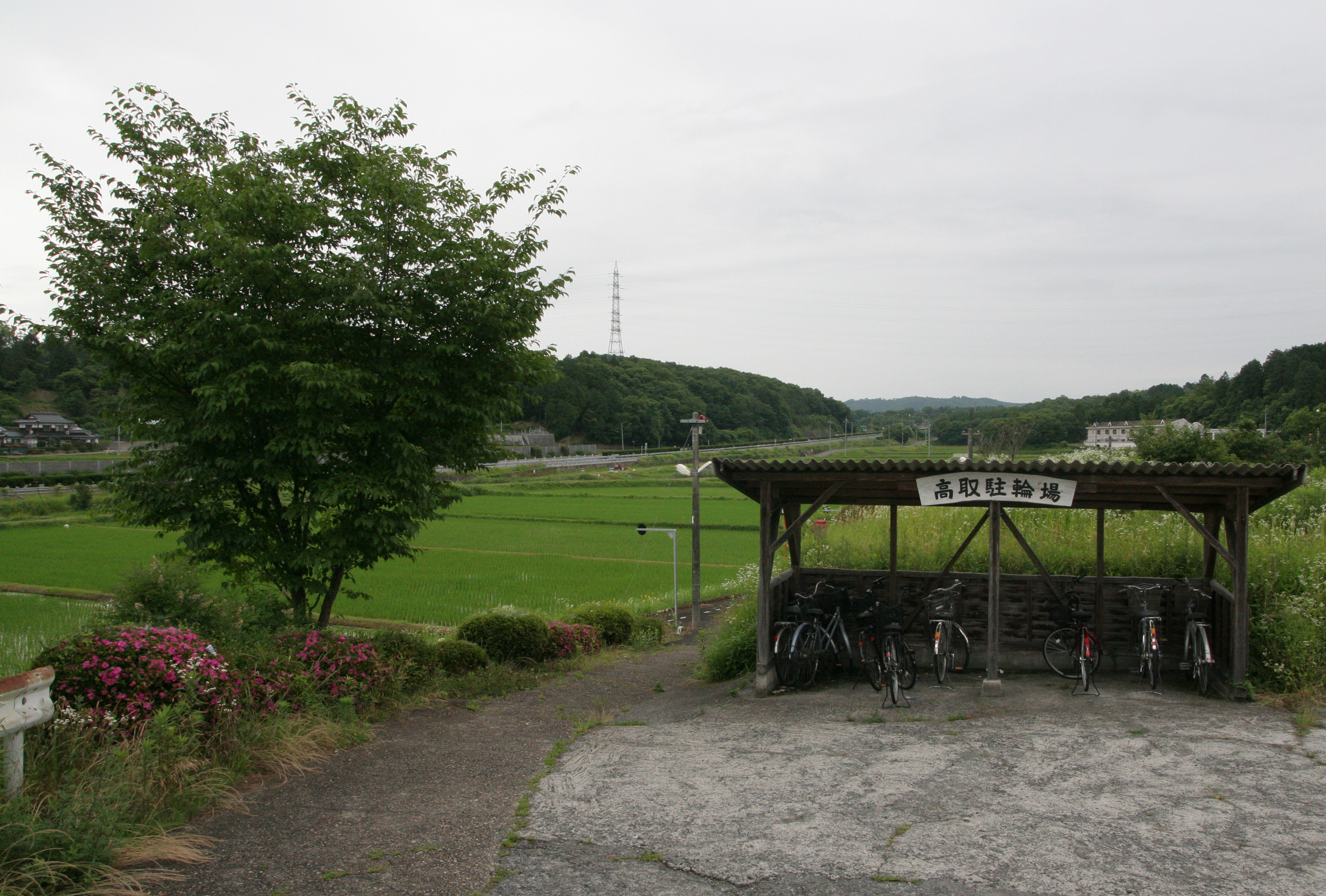
車站入口（2008年6月26日）

車站是一座地面車站，設有1面1線的單式月台，津山方向的列車會開啟左邊車門。佐用方向和津山方向的列車使用同一月台。
此站是由津山站管理的無人車站。此站沒有車站大樓，車站出入口（車道）直接連接月台。此站沒有自動售票機。

## 使用狀況
以下為近年1日平均乘車人次列表。
| 年度 | 1日平均 乘車人次 |
| ---- | ---------------- |
| 1999 | 20               |
| 2000 | 17               |
| 2001 | 19               |
| 2002 | 21               |
| 2003 | 19               |
| 2004 | 27               |
| 2005 | 24               |
| 2006 | 22               |
| 2007 | 20               |
| 2008 | 20               |
| 2009 | 16               |
| 2010 | 17               |
| 2011 | 16               |
| 2012 | 16               |
| 2013 | 13               |
| 2014 | 18               |
| 2015 | 18               |
| 2016 | 15               |
| 2017 | 14               |
| 2018 | 12               |

## 車站周邊
- 黑坂簡易郵局
- 國道179號（日语：国道179号）
- 中國自動車道 勝央服務區（日语：勝央サービスエリア）

## 其他
在2008年（平成20年），車站候車室內的座位和票價表發生火災。

## 相鄰車站
西日本旅客鐵道（JR西日本）
 姬新線
■快速
通過
■普通
勝間田－西勝間田－美作大崎

## 注腳
1. ↑  岡山縣統計年報 （页面存档备份，存于）（日語）

## 外部連結
- 西勝間田｜車站資訊：JR出門網 - 西日本旅客鐵道（日語）